# 汐止杜月笙墓園
汐止杜月笙墓園，位於臺灣新北市汐止區秀峰里秀峰國小後方大尖山山腳，為杜月笙在1951年去世後於1953年建立，今列紀念建築。

## 歷史

### 建立

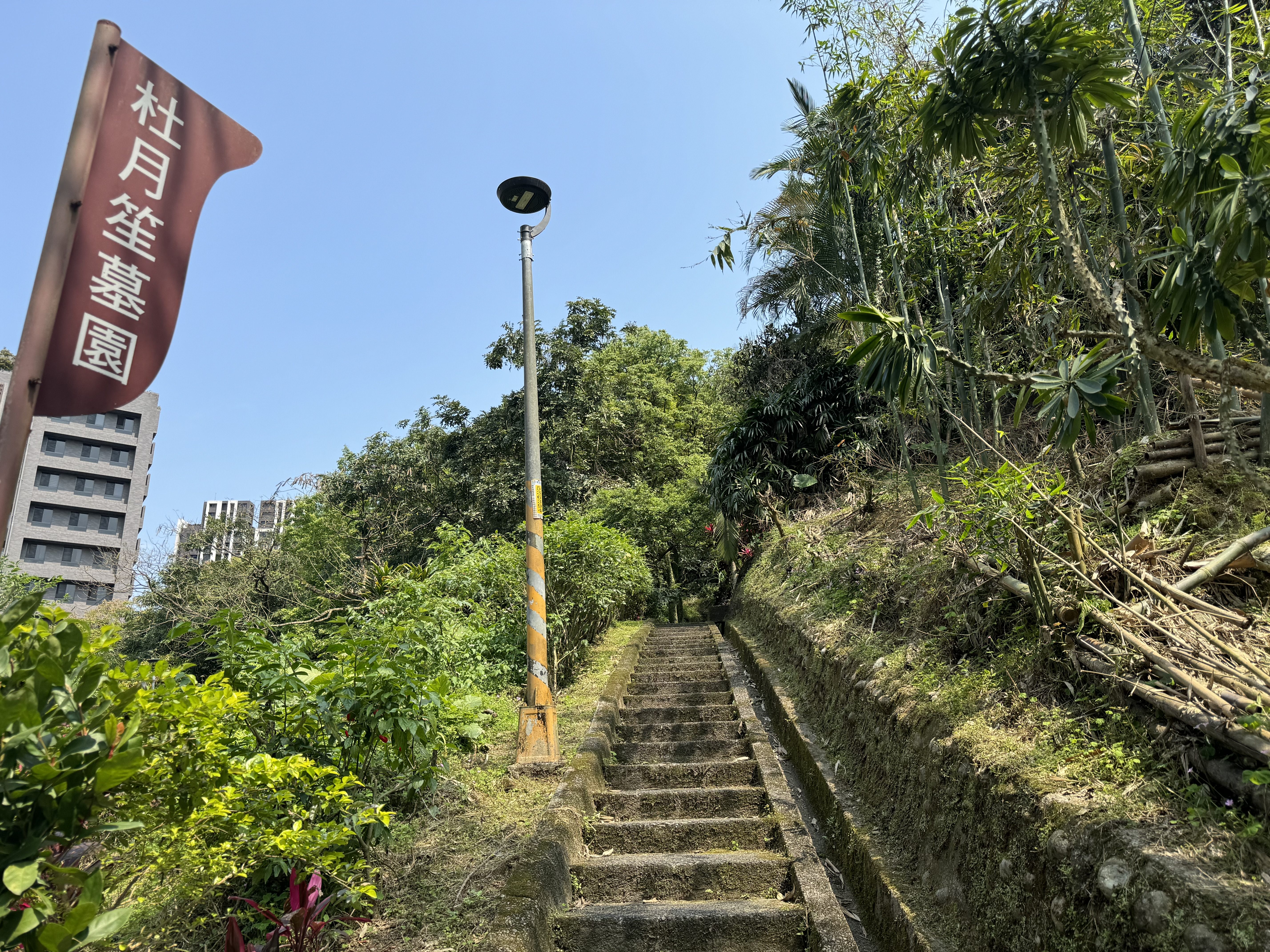
步道

1951年2月15日，中華人民共和國封鎖中港邊境，成香港邊境禁區。該年8月16日下午4時50分，杜月笙卒於香港寓所，8月19日出殯至東華醫院義莊。杜月笙長女杜美如回憶，在香港本想讓父親落葉歸根回上海縣，但日久返鄉無望，遂轉葬臺灣。經由洪蘭友、陸京士奔走，家屬將遺體轉往臺灣。1952年10月25日11時，蓋有「歸依國土」素緞的杜月笙棺木經恆社陪同，從東華醫院義莊出發，下午5點乘盛京輪。27日下午7時駛抵基隆港，由原在臺灣的杜月笙三位兒子杜維藩、杜維善、杜維嵩在碼頭迎接。
之後，由許世英、于右任、王寵惠組織杜月笙安厝委員會。經由堪興師祁大鵬敲定，在秀峰山靜修禪院旁的大尖山，以東南朝西北遙望杜月笙發跡的上海黃埔灘。從汐止車站步行經仁愛路接到秀峰路，就可到達該墓地。該處附近早年是一大片農田與水池，貌似杜月笙在浦東家鄉。墓園佔地方圓約50坪，在墓前步道架有蔣中正題「義節聿昭」及張群題「譽聞永彰」的牌坊，施工由大陸工程承造。
1953年6月28日上午11點，杜月笙棺木自南京東路口極樂殯儀館移靈，向中山北路南行再折往中正東路載往汐止入葬。時任的汐止鎮長李勝德還搭設牌坊，供汐止鎮民路祭。對於傳聞杜月笙墓是衣冠塚，杜月笙長孫杜順安以笑否認，說祖父只是「上海皇帝」，不是真正的皇帝。

### 變動

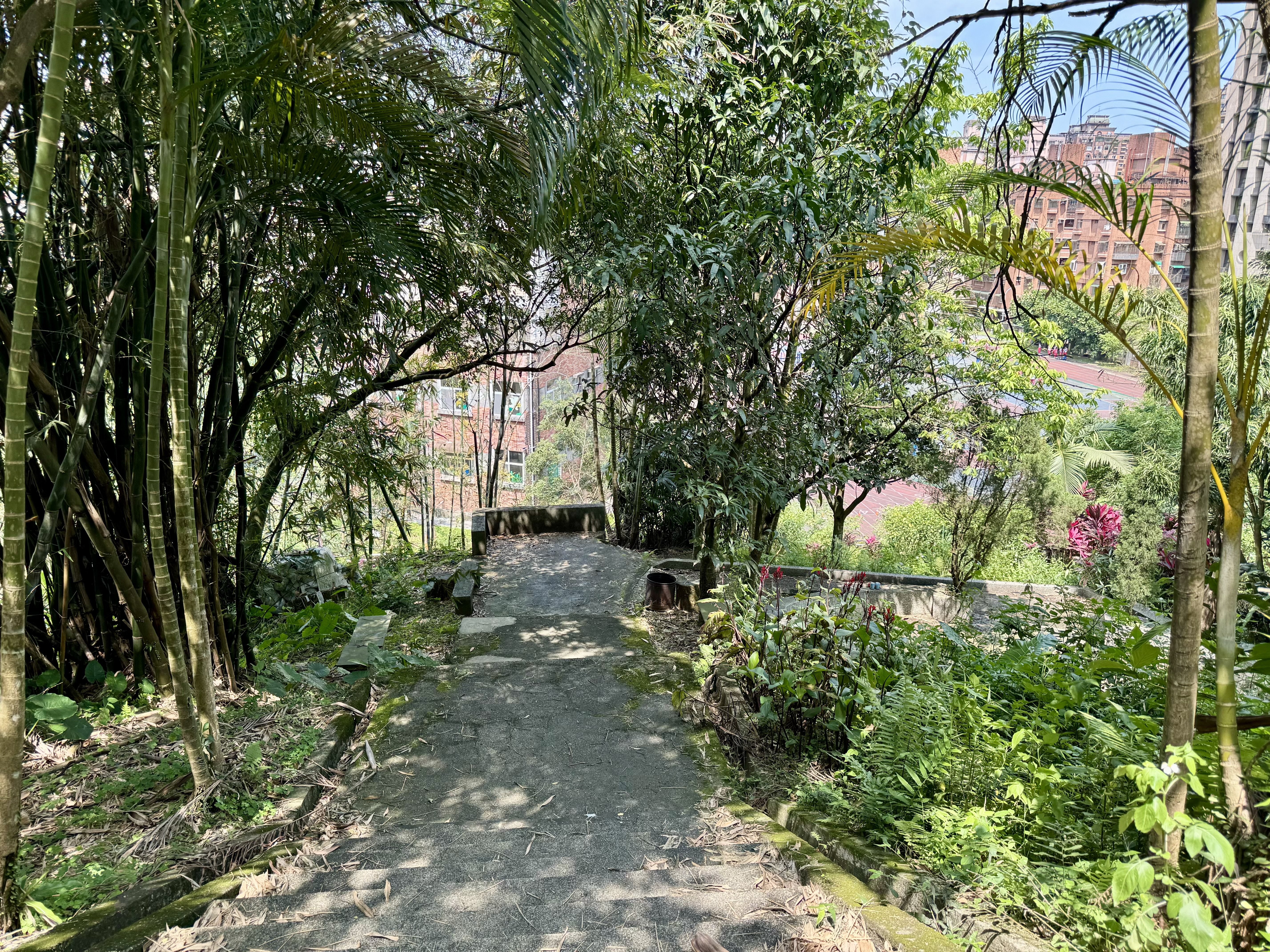
墓前

1983年12月24日，杜月笙妻子杜姚谷香公祭後，葬往杜月笙墓旁。姚谷香墓位在杜月笙墓下方，墓身較小。杜月笙之子杜維嵩的墓則是在崇德公墓，由八旬的李成全義務打掃多年，以感謝杜月笙長女女婿蒯松茂幫他入民航局工作。
杜月笙墓於1993年為配合秀峰國小興建，以新台幣70萬元作拆除牌坊的補償，次年底將題字改立於墳墓後方。在墓前建立秀峰國小後，景象氣勢就大不如昔。日後，欲訪杜月笙墓，就要經秀峰國小後方一條僅容兩人通過的廊道，走250公尺後右方就可見到墓園碑界。

### 維護

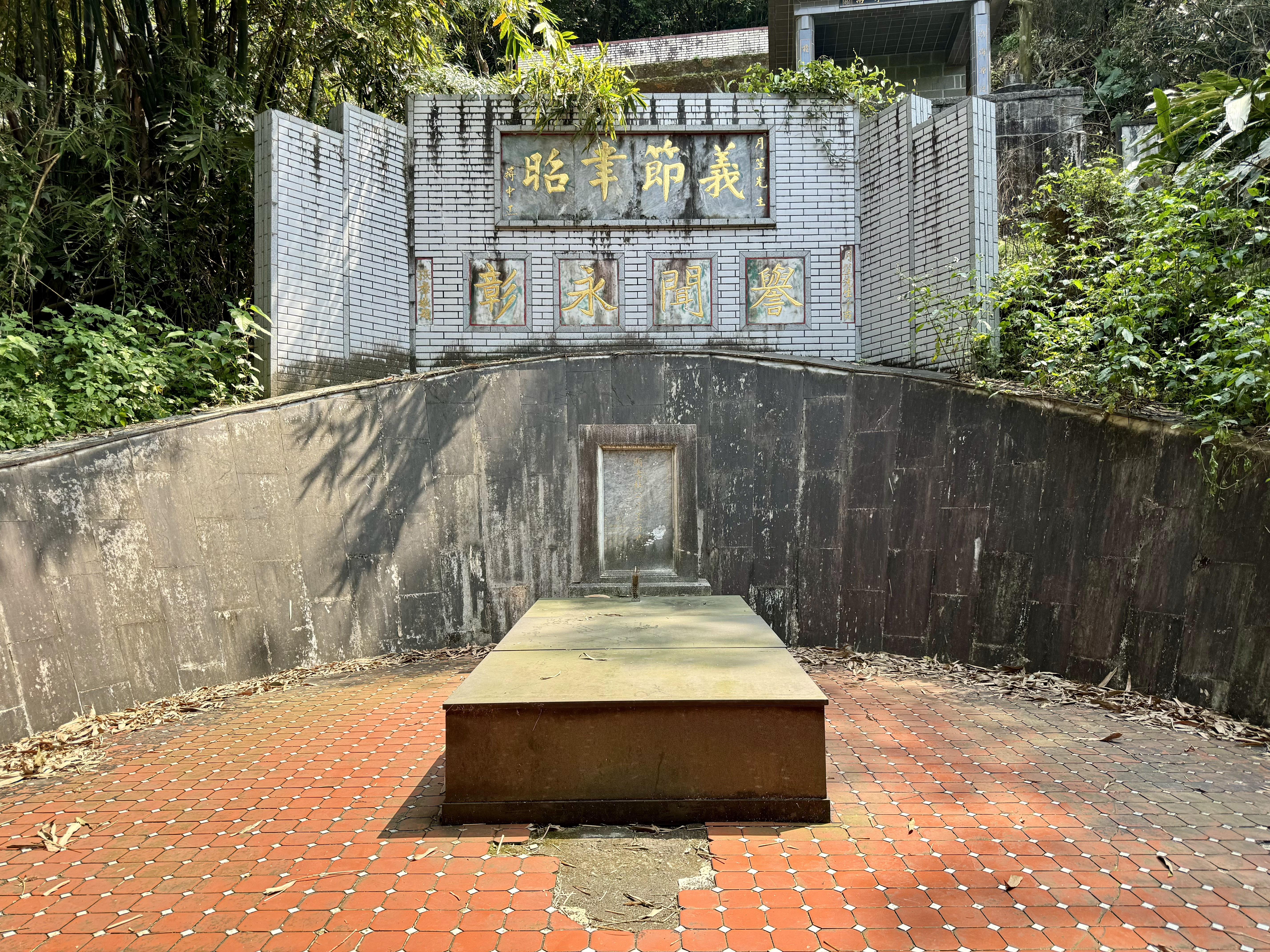
墓身

杜月笙八個兒子、兩個女兒的後代散居世界各地，在清明節會輪流到此掃墓。市民代表王培芬見杜月笙墓周遭環境雜亂，曾建議市所進行周邊綠美化工程，並建議納入汐止景點之一。2004年5月21日，在市民代表王培芬的建議下，市公所到杜月笙墓園會勘。
一次，一位公職退伍、與杜月笙素不相識的八旬老人李開明，偶然到大尖山步道散步時見到杜月笙墓殘破不堪，自此每周從台北坐約一小時的公車到此義務清掃長達三年。2009年5月4日，得知有人義務清理祖父墓的杜順安，便以委託人的身分簽下一份授權秀峰社區發展協會全權處理的委託書。
2019年4月30日，新北市文化局將杜月笙墓登錄為中華民國文化資產紀念建築類，以規畫修復工程。